# Katarina av Pfalz-Zweibrücken (1661–1720)
Katarina av Pfalz-Zweibrücken, född 30 november 1661 på Stegeborg, död 6 maj 1720, var dotter till Adolf Johan av Pfalz-Zweibrücken, svensk hertig av Stegeborg, och Elsa Elisabeth Brahe, brorsdotter till Karl X Gustav av Sverige och kusin till Karl XI. Hon och hennes syskon var inblandade i en långvarig skandal 1686–1688, då de i konflikt med fadern försökte undandra sig hans auktoritet över dem.
Katarina av Pfalz-Zweibrücken gifte sig den 19 november 1696 i Osnabrück i Niedersachsen i Tyskland med kungliga rådet och överståthållaren Christopher Gyllenstierna, i hans andra äktenskap.

## Biografi
Katarinas far levde, sedan han misslyckats med sina karriärsträvanden, ett liv som privatperson ute på landet som hertig av Stegeborg. Hennes föräldrar, som drabbades hårt ekonomiskt av reduktionen, beskrivs som bittra, härsklystna och hårda efter dessa påfrestningar, och de ska ha behandlat sina barn dåligt och på dem ha tagit ut den frustration de känt emot kungahuset. Katarina och hennes syster Maria Elisabet beskrivs som ödmjuka och tjänstvilliga, inte "stålte och upbläste", och som "rett vackra och ljufliga flickor".
År 1686 försökte Katarinas bröder Adolf Johan den yngre och Gustav Samuel Leopold få en befattning av kungahuset, men då de inte lyckades, kallades de tillbaka till Stegeborg. Katarina och hennes syskon, Maria Elisabet, Adolf Johan och Gustav Samuel Leopold, behandlades av sina föräldrar på ett sätt som under samtiden betraktades som en skandal. På grund av föräldrarnas dåliga ekonomiska situation fick de gå enkelt klädda och uträtta hushållssysslor, men de isolerades också från samhället och förhindrades från att delta i sällskapslivet och träffa någon utanför familjekretsen, även sina släktingar.
Systrarna bad 1687 sin halvsyster Christina Oxenstierna af Croneborg om hjälp. Denna talade med Hedvig Eleonora, som föreslog att fadern skulle be kungen om en pension åt sina döttrar och göra den ena hovdam hos änkedrottningen och den andra hos drottningen. Christina uppger i brevet att familjeförhållandena på Stegeborg var allmänt kända och att de också förhindrades från att träffa sin mor sedan hennes omgifte. Då Christinas brev nådde Stegeborg tvingade fadern Katarina att för sin och sin systers räkning skriva ett svar där hon förnekade att hon bett om hjälp och att de inte hade något att klaga på (3 mars 1687). Detta resulterade i en offentlig skandal. När deras andra halvsyster, Hedvig Eleonoras hovfröken Elisabet De la Gardie lånade systrarna pengar, skickade fadern tillbaka dessa och frågade dennas make av vilken anledning hans döttrar hade fått motta pengar utan hans vetskap och mot vilka villkor.

### Skandal
Den 1 november 1687 rymde systrarna och deras bror Samuel från Stegeborg med hjälp av skrivaren Matthias Rigneer och lakejen Petter. Då de infångades, utbröt ytterligre en skandal då fadern anklagade domarna för våld då de frigav de som hjälpt hans barn att rymma. Efter detta sände kungen Östergötlands landshövding Erik Lovisin till Stegeborg för att undersöka saken. Denne bekräftade i sin rapport alla rykten.
Kungen erbjöd då att bekosta en utlandsresa för sönerna och göra döttrarna till hovdamer. Fadern svarade med att undanbe sig all inblandning i familjelivet och fadersauktoriteten. I juli 1688 rymde syskonen en andra gång från Stegeborg, och denna gång lät faderns utsända dem fortsätta till Stockholm, trots att de hann upp dem. Hedvig Eleonora tog dem under beskydd och bad i september formellt modern om att de skulle få bli upptagna som hovdamer, något som gjordes direkt utan föräldrarnas tillstånd. De skrev själva hem och bad om förlåtelse, men återvände inte. Modern skickades till hovet för att hämta hem dem, men tvingades återvända utan dem.

### Senare liv

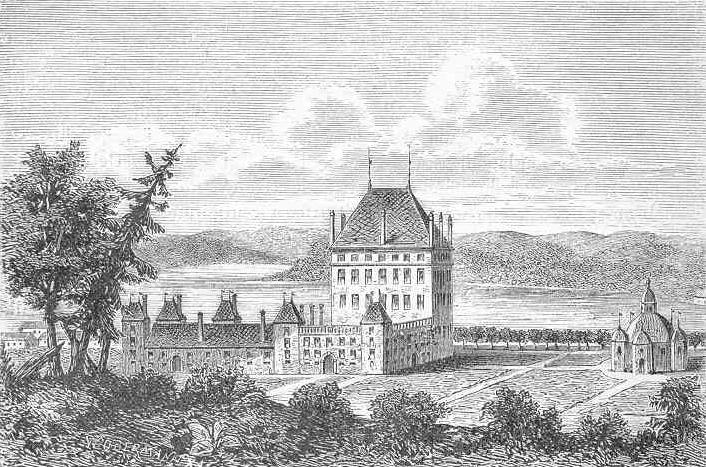
Bråborg, efter Erik Dahlberghs förlaga i Suecia antiqua et hodierna. Bråborg var en kungsgård vid södra stranden av Bråviken.

Systrarna återvände endast för att vårda fadern på dödsbädden, då de också fick hans förlåtelse. Bröderna sändes på utrikes resor och gick sedan i österrikisk tjänst. Gustav Samuel Leopold blev 1718 pfalzgreve. Katarina och hennes syster bodde efter föräldrarnas död på Bråborg, sedan Stegeborg indrogs till kronan, och behöll det underhåll fadern fått. Hennes syster Maria Elisabet antogs i det protestantiska klostret Herford i Nordrhein-Westfalen i Tyskland.
Katarina mottog 1696 ett frieri från Christopher Gyllenstierna, som 1669 hade fått nej av hennes föräldrar av statusskäl, men upprepade frieriet då han blivit greve och kungligt råd. Hon tackade ja, men ångrade sig och sökte skydd hos Maria Elisabet i Herford. Gyllenstierna följde dock efter och de gifte sig i Osnabrück. Hon kom dock i konflikt med Hedvig Eleonora sedan denna hade nekat henne att behålla titeln furstinna efter giftermålet, och lämnade därför hovet och Stockholm efter giftermålet. Efter makens död 1705 fick hon Gripsholms slott som änkesäte, där hon levde under sina sista femton år.
Under rysshärjningarna 1719 befann sig Katarina i Norrköping då ryssarna anföll staden, och skall enligt uppgift ha fått fly i en vagn dragen av oxar.